# Кириллов (город)
Кири́ллов — город в России, административный центр Кирилловского района Вологодской области. Город Кириллов находится в 129 км от областного центра города Вологды и в 100 км от ближайшей железнодорожной станции Череповец.
Население — 7069 чел. (2023).

## История
В 1397 году с приходом на Сиверское озеро московского монаха Кирилла было основано поселение, выросшее вокруг созданного им Кирилло-Белозерского мужского монастыря.
В 1776 году поселение было провозглашено уездным городом Кирилловом. К семидесятым годам XVIII века оно стало уже довольно крупным населённым пунктом, насчитывающим 335 жилых домов.
Кириллов был центром самого отдалённого северо-восточного уезда Новгородской губернии. Площадь Кирилловского уезда составляла 13078,8 кв. вёрст, то есть была в 2,5 раза больше современного Кирилловского района. Город Кириллов имел свой герб, утверждённый в 1781 году: "В верхней части щита герб Новгородский. В нижней — повешенное на деревянном треножнике на цепи клепало, инструмент употребляемый в древние времена вместо колоколов и два положенные при оном железные молота, в белом поле в знак того, что при оном новом городе есть старинный знатный монастырь". Облик исторической части Кириллова в значительной мере определён планом, составленным Николаем Чечериным и утверждённым Екатериной II в 1777 году. В том же году в крепостной стене монастыря размещается городская и уездная тюрьма.
В 1785 году в городе находилось 3 кузницы и 4 мельницы, 3 соляных и 2 винных магазина, 4 питейных дома; среди горожан было 67 ремесленников и 33 купца. Деревянный гостиный двор на Торговой площади насчитывал в то время более 150 лавок. Необходимые для города товары привозили из Ярославля, Вологды, Весьегонска. Кирилловские купцы торговали в Москве, Санкт-Петербурге и поволжских городах смолой и дёгтем.
По данным 1-й всеобщей переписи населения Российской империи в 1897 году в Кириллове проживало 4306 человек (лишь вдвое меньше, чем сейчас), насчитывалось 746 жилых домов, из них всего 20 каменных и полукаменных.
В 1924 году монастырь был закрыт и на его территории был создан музей.
В 1927 году Кириллов стал районным центром Ленинградской области, а с 1937 года — Вологодской.

## Кирилло-Белозерский монастырь
Кирилло-Белозерский монастырь основан в 1397 году и представлял сильную крепость на северо-западных рубежах Московского государства. Крепостные стены, воздвигнутые в XVI—XVII веках, опоясывают площадь свыше десяти гектаров, на которой размещено одиннадцать больших и малых церквей. Ансамбль монастыря принадлежит государству и открыт для посетителей как Кирилло-Белозерский музей-заповедник. В безвозмездную аренду Русской православной церкви отданы постройки Малого Ивановского монастыря, часть келий Успенского монастыря и один из храмов, в котором проводятся богослужения (церковь Кирилла, 1785 г.).

## Население
| 1856  | 1897  | 1913  | 1926  | 1931  | 1939  | 1959  | 1970  | 1979  | 1989  | 1992  | 1996  |
| ----- | ----- | ----- | ----- | ----- | ----- | ----- | ----- | ----- | ----- | ----- | ----- |
| 2700  | ↗4300 | ↘4200 | ↘4100 | ↘3500 | ↗5300 | ↗6055 | ↗6285 | ↗7320 | ↗8817 | ↗9000 | ↘8900 |
| 1998  | 2000  | 2001  | 2002  | 2003  | 2005  | 2006  | 2007  | 2008  | 2009  | 2010  | 2011  |
| ↘8800 | ↘8600 | →8600 | ↘8229 | ↘8200 | →8200 | ↘8100 | →8100 | ↘8000 | ↘7960 | ↘7710 | ↘7700 |
| 2012  | 2013  | 2014  | 2015  | 2016  | 2017  | 2018  | 2019  | 2020  | 2021  | 2023  |       |
| ↘7632 | ↘7562 | ↘7515 | ↘7439 | ↘7433 | ↗7482 | ↘7468 | ↗7484 | ↗7491 | ↘7149 | ↘7069 |       |

На 1 января 2025 года по численности населения город находился на 1015-м месте из 1124 городов Российской Федерации.
Национальный состав
По итогам переписи населения 2020 года проживали следующие национальности (национальности менее 0,1 % и другое, см. в сноске к строке «Другие»):

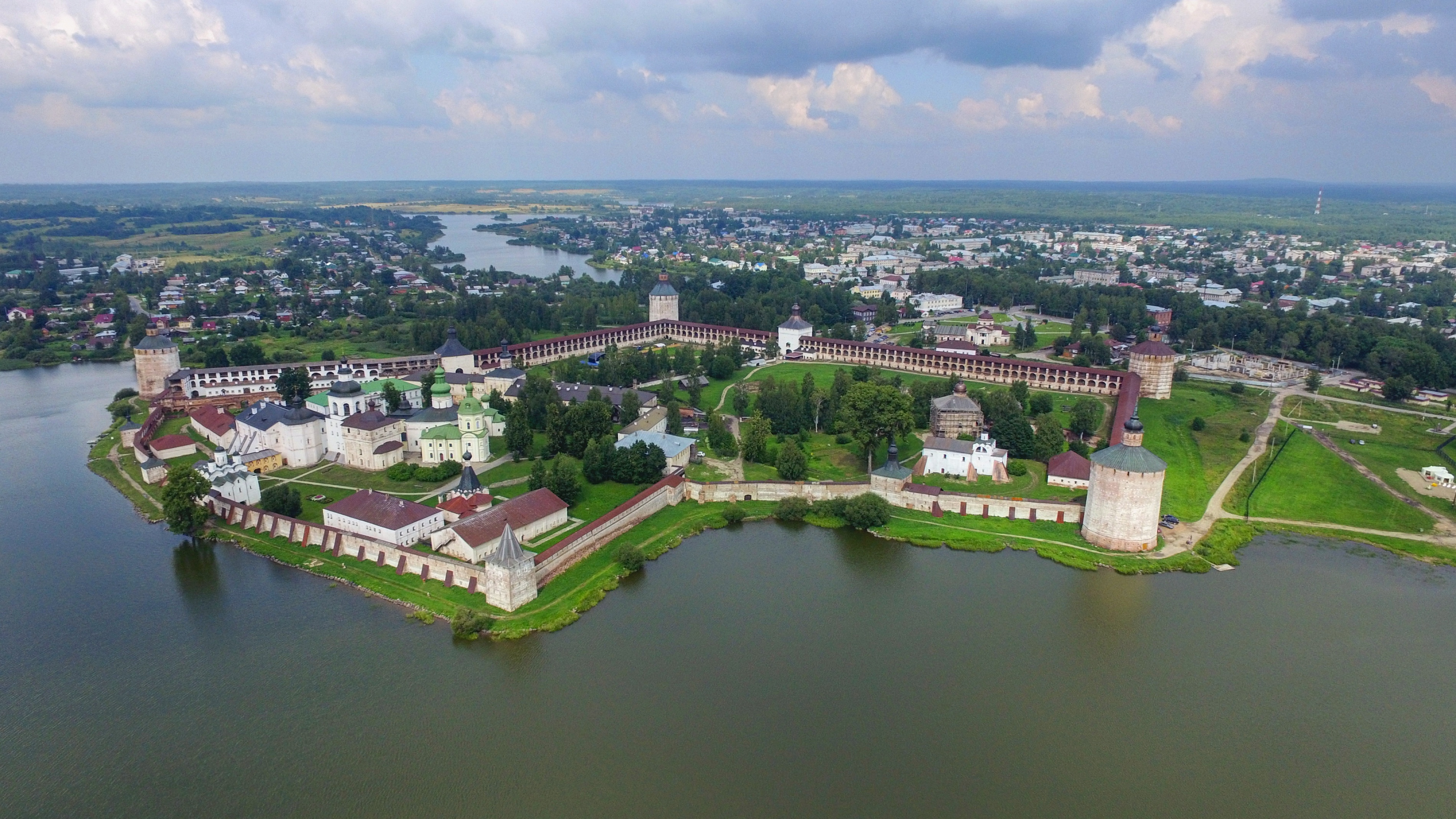
Кирилло-Белозерский монастырь, вид с коптера.

| Национальность | Численность, чел. | Доля     |
| -------------- | ----------------- | -------- |
| Русские        | 6229              | 87,13 %  |
| Украинцы       | 11                | 0,15 %   |
| Чеченцы        | 9                 | 0,13 %   |
| Другие         | 900               | 12,59 %  |
| Итого          | 7149              | 100,00 % |

## Примечания

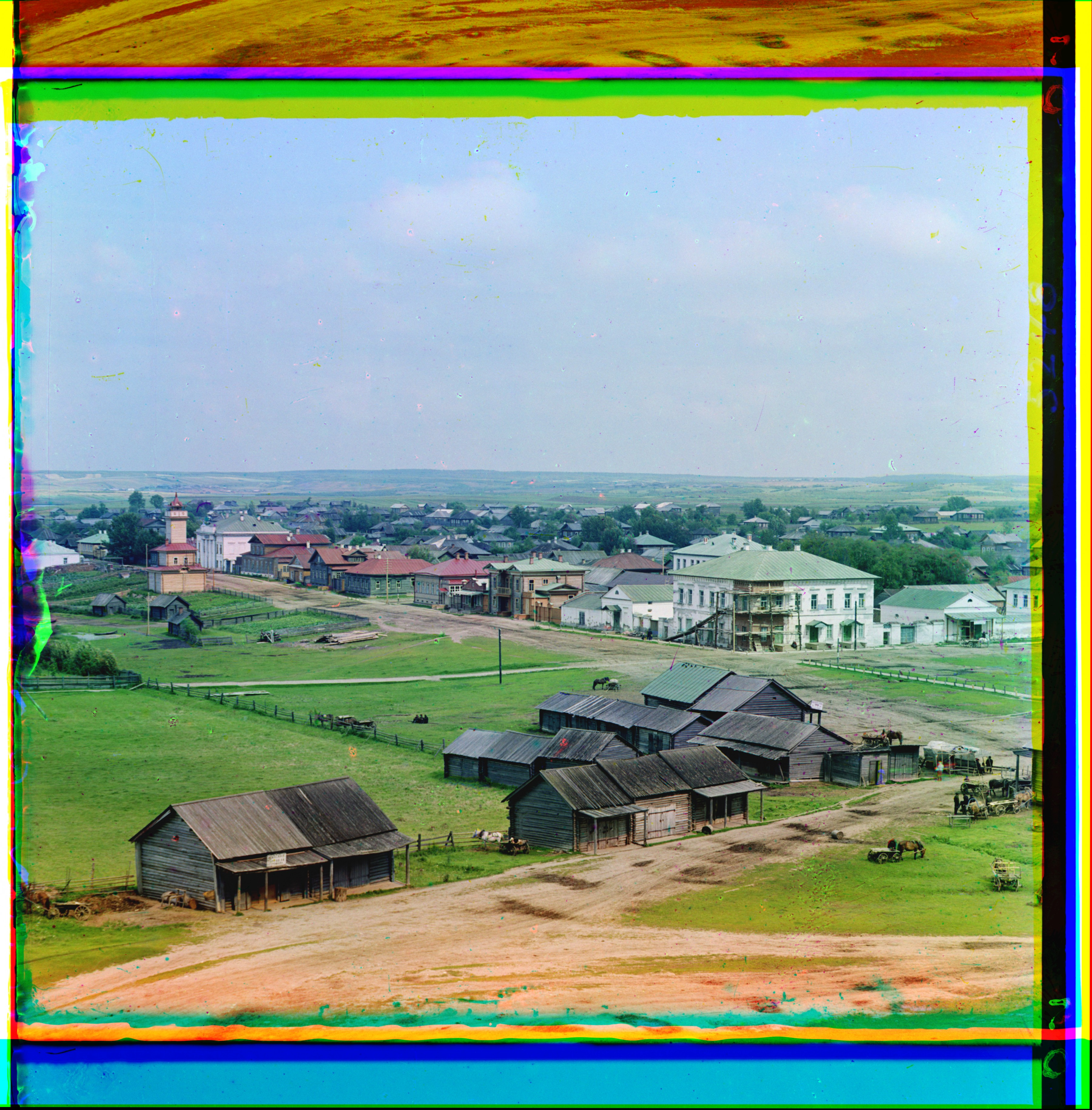
Общий вид гор. Кириллова с колокольни Казанской башни. Фото: С.М. Прокудин-Горский, 1909 г.
Сельские девушки близ Кириллова. Фото: С.М. Прокудин-Горский, 1909 г.

## Литература

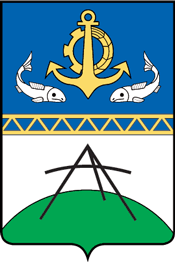
Герб (1971)

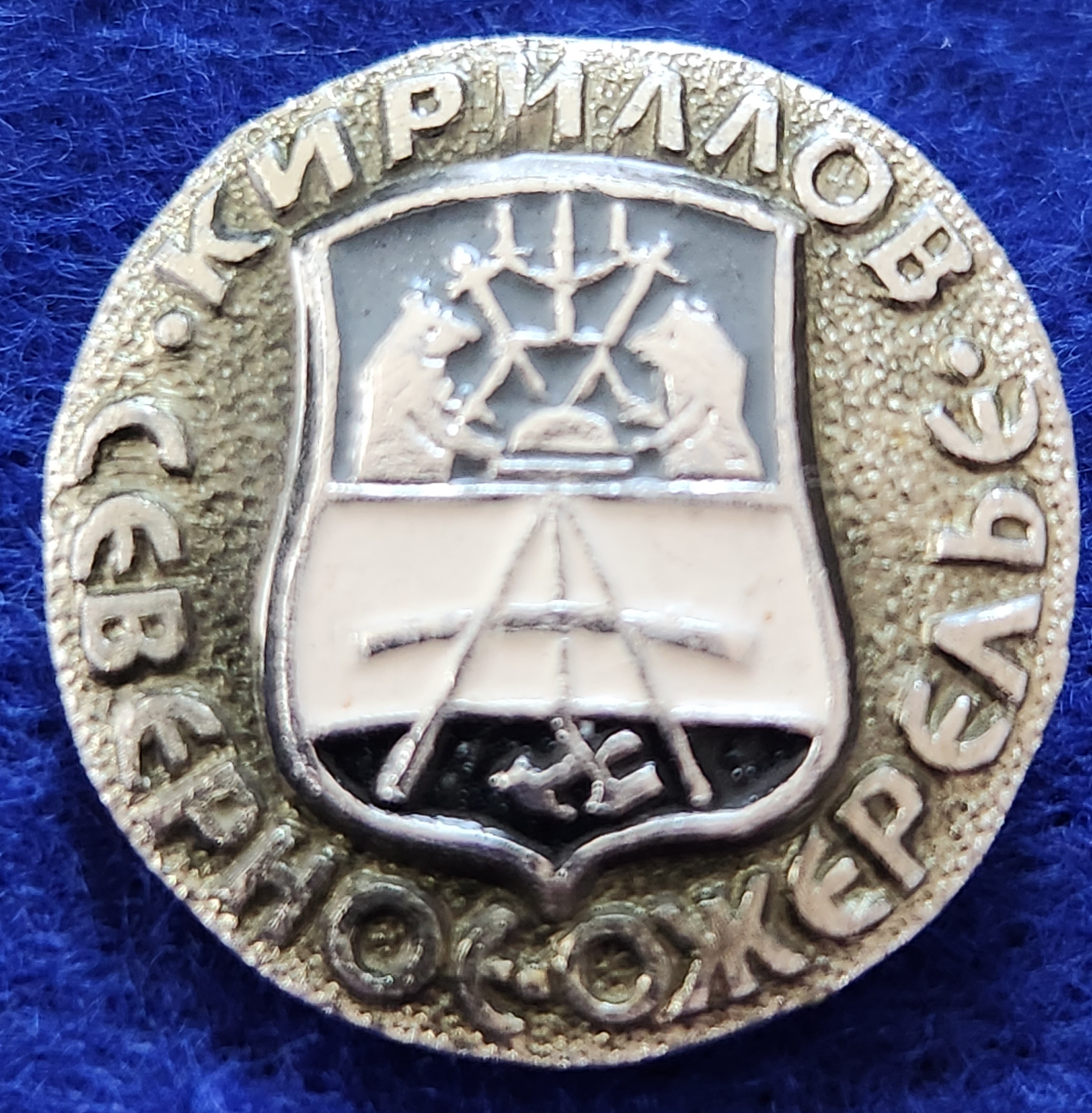
Кириллов значок Герб 1781 года серии Северное Ожерелье России

## Топографические карты
- Лист карты O-37-III Кириллов. Масштаб: 1 : 200 000. Состояние местности на 1983 год. Издание 1987 г.